# كريس هوستون
كريس هوستون (بالإنجليزية: Chris Houston)‏ هو لاعب كرة قدم أمريكية أمريكي، ولد في 18 أكتوبر 1984 في أوستن في الولايات المتحدة. لعب في الدوري الوطني لكرة القدم (NFL).

## وصلات خارجية
- كريس هوستون على موقع مرجع كرة القدم المحترفة.كوم (الإنجليزية)